# Diskwalificatie
Een diskwalificatie is een handeling die volgt na het niet-naleven van de spelregels van een sport of spel. De handeling houdt in dat de beoefenaar wordt uitgesloten van verdere deelname aan het spel, soms voor langere tijd. Meestal krijgt een beoefenaar eerst enkele waarschuwingen, voordat deze handeling in acht wordt genomen, maar in sommige gevallen wordt een speler meteen gediskwalificeerd. Dit laatste gebeurt bijvoorbeeld bij een bekendmaking van een frauduleuze actie van een speler, of bij een ernstige overtreding ten opzichte van een medespeler. 
Een diskwalificatie is zeer breed. Een speler kan voor zeer korte tijd gediskwalificeerd worden, maar ook voorgoed. Dit ligt aan de ernst van de overtreding. Bij basketbal wordt een speler na vijf waarschuwingen gediskwalificeerd voor de rest van de wedstrijd. De volgende wedstrijd kan gewoon weer gespeeld worden. Bij voetbal wordt een speler, na het krijgen van een rode kaart, voor een of meer wedstrijden geschorst. Ook komt het voor dat een wielrenner die gezegevierd heeft, zijn overwinning wordt ontnomen vanwege bijvoorbeeld later geconstateerd dopinggebruik. 